# كاسر الجوز فانكا
كاسر الجوز فانكا (Hypositta corallirostris)، المعروف أيضًا باسم كاسر الجوز مرجاني المنقار-فانكا وكان سابقًا يُعرف باسم كاسر الجوز مرجاني المنقار، هو نوع من الطيور في فصيلة الفانكية. وهو مستوطن في مدغشقر.
موئله الطبيعي هو غابات الأراضي المنخفضة الرطبة شبه الاستوائية أو الاستوائية.